# Dalivier Ospina
Pour les articles homonymes, voir Ospina.
Ospina  Navarro est un nom espagnol. Le premier nom de famille, en général paternel, est Ospina ; le second, en général maternel, souvent omis, est Navarro.
Daliver Ospina Navarro, né le 9 octobre 1985 à Palmira (département de la Valle del Cauca), est un coureur cycliste colombien.

## Biographie
En 2012, il participe au projet insufflé par le ministre des sports colombien, Jairo Clopatofsky. Il est enrôlé dans la nouvelle équipe professionnelle Colombia - Coldeportes. Il s'installe avec ses coéquipiers à Brescia, pour disputer la saison cycliste européenne.
Son seul résultat positif, il l'obtient en fin de saison en terminant huitième de la Coppa Sabatini, finissant deuxième du groupe de chasse derrière les six échappés, réglés par son coéquipier Fabio Duarte. Il s'octroie, ainsi, huit points au classement de l'UCI Europe Tour 2012.
En 2013, Dalivier Ospina n'obtient pas de résultats probants. Sa première participation à un grand tour tourne court, puisqu'il doit abandonner le Tour d'Italie au cours de la douzième étape, les voies respiratoires totalement congestionnées. Tout au plus, durant l'année, se détache son mois d'avril, où il prend part à une échappée au long cours, lors de la première étape du Tour de Castille-et-León, avorté à moins de six kilomètres de l'arrivée et sa participation à la Flèche wallonne, achevée au 49e rang. La direction technique de l'équipe Colombia décide de ne pas le conserver dans ses rangs, à l'issue de la saison.

## Palmarès sur route
- 2005
  -  Champion de Colombie du contre-la-montre espoirs
- 2006
  - Prix des Vins Henri Valloton
  - Sierre-Loye
- 2007
  - 3e du Tour des Pays de Savoie

## Résultats sur les grands tours

### Tour d'Italie
1 participation
- 2013 : abandon (12e étape)

## Palmarès sur piste

### Championnats de Colombie
- Medellín 2014
  -  Médaillé de bronze de la poursuite par équipes (avec Jarlinson Pantano, Juan Martín Mesa et Cristian Tamayo)[7].
- Medellín 2016
  -  Médaillé d'or de la poursuite par équipes (avec Jarlinson Pantano, Juan Martín Mesa et Bryan Gómez)[8].
- Cali 2018
  -  Médaillé de bronze de la course à l'américaine (avec Bryan Gómez)[9].
- Cali 2019
  -  Médaillé d'argent de la poursuite par équipes (avec Carlos Alzate, Javier González et Sebastián González)[10].
  -  Médaillé d'argent de la course aux points[11].
- Juegos Nacionales Cali 2019
  -  Médaillé de bronze  de la poursuite par équipes des XXI Juegos Deportivos Nacionales (avec Juan Martín Mesa, Bryan Gómez et Sebastián González)[12].